# 泉質
この項目では、温泉の分類についての泉質（せんしつ）を述べる。

## 定義
地中から湧出してくる温泉（鉱泉）には、様々な物質が溶存している。それら物質のうち、温泉法によって定められた特定の18種類の物質の、温泉1kgあたりの溶存量および総溶存量により、泉質の分類が鉱泉分析法指針で定められている。
成分分析結果をまとめたものを温泉分析書と呼ぶ（施設館内等に掲示されていることが多い）。また温泉の効能は泉質によって定められている（ただし古くからの伝承に基づく効能は除く）。

## 療養泉の分類
療養泉の泉質には主に掲示用泉質名、旧泉質名、新泉質名の3種類があり、温泉の紹介等で用いられる。新泉質名は、1979年（昭和54年）にそれまで用いられていた旧泉質名に代わるものとして導入された。だが旧泉質名のほうが分かりやすいこともあって、実際には両方が併用されている。

### 療養泉
療養泉の掲示用泉質名は、以下の10分類である。掲示用、新旧泉質の対照表については外部リンクを参照のこと。
- 単純温泉 - 溶存物質量（ガス性物質を除く）1g/kg未満かつ湯温が摂氏25度以上のもの。

1. 単純温泉

- 塩類泉 - 溶存物質量（ガス性物質を除く）1g/kg以上含有するもの。温度不問。

1. 二酸化炭素泉
2. 炭酸水素塩泉
3. 塩化物泉
4. 硫酸塩泉

- 特殊成分を含む療養泉 - 指定された特殊成分を一定の値以上に含むもの。温度不問。

1. 含鉄泉
2. 含ヨウ素泉（2014年7月1日追加）
3. 硫黄泉
4. 酸性泉
5. 放射能泉

### 療養泉でない温泉
温泉法で定められた温泉の定義には当てはまるが、上記10種の分類に収まらない温泉（鉱泉）もある。具体的には、湧出温度25℃未満であり、含有成分が1000mg/kg以上含んでいる、またはメタケイ酸・メタほう酸などは規定量以上含んでいるが、療養泉の指定成分を規定量以上含まない温泉である。これらは泉質分類ができず便宜上の通称として“温泉法上の温泉”、“含フッ素泉”、“メタほう酸泉”、“メタケイ酸泉”、“単純泉”、“冷鉱泉”などとその特性に応じて名付けられる。また、含アルミニウム泉と含銅-鉄泉は2014年7月1日以降、療養泉の分類から除外されている。
正式な適応症の掲示はできないが、加温して温浴する場合は一般的適応症と同様の効能が期待できる。

## 鉱泉の分類

### 泉温による分類
鉱泉の湧出時、または採取時の温度を泉温といい、鉱泉は泉温により次の通り分類される。なお、低温泉・温泉・高温泉をまとめて温泉とする。
1. 冷鉱泉 - 泉温25℃未満
2. 低温泉 - 泉温25℃以上34℃未満
3. 温泉 - 泉温34℃以上42℃未満
4. 高温泉 - 泉温42℃以上

### 液性による分類
湧出時のpH値により次の通り分類される。
1. 酸性 - pH 3未満
2. 弱酸性 - pH 3以上6未満
3. 中性 - pH 6以上7.5未満
4. 弱アルカリ性 - pH 7.5以上8.5未満
5. アルカリ性 - pH 8.5以上

### 浸透圧による分類
溶存物質総量または凝固点により次の通り分類される。
1. 低張性 - 溶存物質総量 8g/kg[注 2]未満、凝固点 -0.55℃以上
2. 等張性 - 溶存物質総量 8以上10g/kg未満、凝固点 -0.55未満-0.58℃以上
3. 高張性 - 溶存物質総量 10g/kg以上、凝固点 -0.58℃未満